# ثريا عبد المجيد
ثريا عبد المجيد (9 مارس 1927 - )؛ مذيعة إذاعية مصرية، كانت نائبًا لرئيس الإذاعة المصرية.

## نشأتها ودراستها
ولدت في مدينة طنطا في المحافظة الغربية في 9 مارس 1927. تخرجت بإجازة جامعية في الآداب من قسم الفلسفة من جامعة القاهرة في عام 1950.

## عملها
التحقت بالإذاعة المصرية في عام 1951 لتعمل في قسم العلاقات الخارجية، ثم عينت في عام 1952 مذيعة بإدارة المنوعات في البرنامج الإذاعي العام، وبدأت برنامجها «من كل فيلم أغنية»، حيث لاقى انتشارًا ونجاحًا واسعًا.
عملت في عام 1955 في مراقبة الموسيقي والغناء في البرنامج الإذاعي العام، وظلت على رأس هذا العمل إلى أن أصبحت مديرًا عامًا في عام 1974، ثم عينت في عام 1981 نائبًا لرئيس الشبكة الرئيسة للإذاعة المصرية ثم رئيسًا لتلك الشبكة في عام 1984، ثم أصبحت في عام 1985 نائبًا لرئيس الإذاعة المصرية، ثم عينت في عام 1986 رئيسًا للجنة النصوص بالإذاعة إلي جانب عملها نائبًا لرئيس الإذاعة الذي ظلت به حتى أحيلت على التقاعد.

## برنامجها
فيما يلي بعض أهم البرامج الإذاعية التي قدمتها:
- من كل فيلم أغنية
- أنغام وألحان
- مع مؤلفي الأغاني
- لحنك المفضل
- عقبال عندكم
- من أسبوع لأسبوع
- ما يطلبه المستمعون
- من الشاشة إلي الميكرفون
- عالم الأصدقاء
- طبيب العيلة
- نجوم الطرب

## جوائز وتكريمات
حصلت في عام 1981 علي درع نقابة الأطباء عن مجهوداتها في برنامج «طبيب العيلة»، ثم حصلت في عام 1987 على وسام الجمهورية من الطبقة الثانية.